# Сіріл Мічі
Сіріл Мічі (20 серпня 1900 — 10 листопада 1966) — індійський хокеїст на траві.
Олімпійський чемпіон 1936 року.